# Metropole (album)
Metropole is het zesde studioalbum van de Amerikaanse punkband The Lawrence Arms. Het werd op 28 januari 2014 uitgegeven op het label Epitaph Records en was daarmee de eerste uitgave van de band op dit label. De eerste single van het album, "You Are Here", werd uitgegeven op 18 november 2013. Er werd een videoclip gemaakt voor het nummer "Seventeener (17th and 37th)".

## Nummers
1. "Chilean District" - 1:22
2. "You are Here" - 2:44
3. "Hickey Avenue" - 3:33
4. "Seventeener (17th and 37th)" - 2:45
5. "Beautiful Things" - 3:02
6. "Acheron River" - 3:27
7. "Metropole" - 2:58
8. "Drunk Tweets" - 1:25
9. "The YMCA Down the Street From the Clinic" - 3:49
10. "Never Fade Away" - 2:02
11. "Paradise Shitty" - 4:18
12. "October Blood" - 3:01

### iTunes bonustracks
1. "These Pigs Seem to be Getting the Best of Me" - 2:31
2. "Bonfire Park" - 3:01
3. "The Profiteers" - 3:00

## Band
- Chris McCaughan - gitaar, zang
- Brendan Kelly - basgitaar, zang
- Neil Hennessy - drums